# Ocean Parkway
Ocean Parkway – stacja metra nowojorskiego, na linii Q. Znajduje się w dzielnicy Brooklyn, w Nowym Jorku i zlokalizowana jest pomiędzy stacjami Brighton Beach i West Eighth Street – New York Aquarium. Została otwarta w 22 kwietnia 1917.